# Nicky Moffat
A Brigadeiro Nicola Patricia Moffat (nascida em 1962) foi a mulher de mais alta patente no Exército Britânico de 2009 até sua renúncia em 2012. Ela agora é palestrante e consultora de liderança.

## Vida
Nicola Moffat formou-se em 1985 com bacharelado em Estudos Hispânicos pela Universidade de Liverpool, na Inglaterra, embora tenha dito que "quase foi expulsa" por negligenciar seus estudos em favor das atividades do Corpo de Treinamento de Oficiais. Em 1995, ela obteve um MA em Estudos Militares e Defesa da Universidade de Cranfield, no Reino Unido.
Após a universidade, ela ingressou no então Women's Royal Army Corps e permaneceu no exército por 26 anos, incluindo um período como secretária particular militar de Geoff Hoon enquanto ele era Ministro da Defesa. Antes de renunciar, seu posto final era como chefe de pagamento e equipe estratégica das Forças Armadas no Ministério da Defesa. Ela assumiu a demissão voluntária em 2012, dizendo: "Depois de uma longa e gratificante carreira, estou ansiosa por novos desafios, utilizando a riqueza de experiência que os militares me proporcionaram." Sua demissão causou certa surpresa, pois seis meses antes ela havia dado uma entrevista entusiasmada sobre o exército como uma carreira para mulheres. Ela fundou a consultoria What Good Leadership Looks Like ("Como se parece uma boa liderança", em tradução livre), e aparece como palestrante em painéis de premiação.

## Reconhecimento
Nicola Moffat recebeu a Ordem de Cavalaria Britânica (CBE) nas Honras de Ano Novo de 2012, citada como "Corpo de Ajudante Geral (Seção de Pessoal e Apoio de Pessoal)".
Ela foi apontada pela BBC como uma das 100 mulheres mais inspiradoras do mundo, em 2014, citada como "a mulher mais bem classificada nas Forças Armadas Britânicas".